# İqrığ
İqrığ är en ort i Azerbajdzjan.   Den ligger i distriktet Quba Rayonu, i den nordöstra delen av landet, 150 km nordväst om huvudstaden Baku. İqrığ ligger 443 meter över havet och antalet invånare är 1 502.
Terrängen runt İqrığ är platt åt nordost, men åt sydväst är den kuperad. Trakten är tätbefolkad. Närmaste större samhälle är Vtoryye Nyugedy, 5,2 km söder om İqrığ. 